# El amor después del amor (sèrie de televisió)
El amor después del amor és una sèrie web biogràfica musical argentina original de Netflix. La trama compta els inicis, la carrera, els problemes i la fama del cantautor argentí Fito Páez, un dels màxims exponents del rock de l'Argentina. És protagonitzada per Iván Hochman, Micaela Riera, Gaspar Offenhenden, Martín Campilongo, Andy Chango, Mirella Pascual i Mónica Raiola. La sèrie es va estrenar el 26 d’abril de 2023.

## Argument
La sèrie recorre els primers 30 anys de vida del rockstar argentí Fito Páez, començant pels seus inicis a la ciutat de Rosario i la seva arribada reeixida a l'escena musical nacional i internacional, incloent-hi els seus moments d'èxits i els seus alts i baixos.

## Repartiment

### Principal
- Iván Hochman com Fito Páez
  - Gaspar Offenhenden com Fito Páez (nen)
- Micaela Riera com Fabiana Cantilo
- Martín Campilongo com Rodolfo Páez
- Andy Chango com Charly García
- Mirella Pascual com Zulema «Belia» Ramírez
- Mónica Raiola com Josefa «Pepa» Páez

### Secundari
- Eugenia Guerty com Charito Páez
- Mariano Saborido com Alejandro Avalis
- Manuel Fanego com Andrés Gallo
- Victoria Bernardi com Margarita Zulema Ávalos
- Fernando Ritucci com Eduardo Carrizo
- Matías Okosi com Daniel Wirtz
- Nahuel Monasterio com Fena Della Maggiora
- Juan Risso com Daniel Grimbank

### Participacions
- Joaquín Baglietto com Juan Carlos Baglietto
- Valentín Roitman com Joe Stefanuolo
- Luis Ziembrowski com Portunato
- Brian Vainberg com Alfredo
- Ezequiel Encinas com Pipo Cipolatti
- Ivo Navarro com Fabián Gallardo
- Mauricio Di Yorio com Walter de Giusti
- Daryna Butryk com Cecilia Roth
- Julián Kartun com Luis Alberto Spinetta
- Jean Pierre Noher com André Midani
- Gastón Frías com Batato Barea
- Santiago Flecchia com Charly García
- Dante Bruni com Federico Moura
- Pablo Turturiello com Marcelo Moura
- Tomás Raimondi com Julio Moura
- Javier Morado com Andrés Calamaro
- Charlie Anderle com Iñigo Zabala

## Episodis
| Núm. | Títol                             | Direcció                              | Guió                                         | Data d'emissió original |
| ---- | --------------------------------- | ------------------------------------- | -------------------------------------------- | ----------------------- |
| 1    | «Cuando yo me vaya de aquí»       | Felipe Gómez Aparicio y Gonzalo Tobal | Francisco Varone, Lucila Podestá y Diego Fío | 26 d'abril de 2023      |
| 2    | «Una luna en el corazón»          | Felipe Gómez Aparicio y Gonzalo Tobal | Francisco Varone, Lucila Podestá y Diego Fío | 26 d'abril de 2023      |
| 3    | «Canción sobre canción»           | Felipe Gómez Aparicio y Gonzalo Tobal | Francisco Varone, Lucila Podestá y Diego Fío | 26 d'abril de 2023      |
| 4    | «Un cielo y un estado de coma»    | Felipe Gómez Aparicio y Gonzalo Tobal | Francisco Varone, Lucila Podestá y Diego Fío | 26 d'abril de 2023      |
| 5    | «Parte del aire»                  | Felipe Gómez Aparicio y Gonzalo Tobal | Francisco Varone, Lucila Podestá y Diego Fío | 26 d'abril de 2023      |
| 6    | «En esta puta ciudad»             | Felipe Gómez Aparicio y Gonzalo Tobal | Francisco Varone, Lucila Podestá y Diego Fío | 26 d'abril de 2023      |
| 7    | «Las sombras que aquí estuvieron» | Felipe Gómez Aparicio y Gonzalo Tobal | Francisco Varone, Lucila Podestá y Diego Fío | 26 d'abril de 2023      |
| 8    | «El amor después del amor»        | Felipe Gómez Aparicio y Gonzalo Tobal | Francisco Varone, Lucila Podestá y Diego Fío | 26 d'abril de 2023      |

## Desenvolupament

### Producció
Al febrer del 2021 es va informar que Netflix havia confirmat la producció d'una sèrie basada en la vida del cantant argentí de rock Fito Páez i que es titularia El amor después del amor, fent referència al setè àlbum d'estudi homònim del músic, publicat en 1992. Així mateix, es va comunicar que la sèrie estaria produïda perMandarina Contenidos, amb Juan Pablo Kolodziej, Mariano Chihade i el mateix Fito Páez com a productors.
Al febrer de 2022 es va anunciar que Felipe Gómez Aparicio i Gonzalo Tobal serien els encarregats de dirigir els episodis de la sèrie.

### Rodatge
La fotografia principal de la sèrie va començar a fins de febrer de 2022 en Buenos Aires. Les gravacions van concloure a mitjan juliol d'aquest any

### Càsting
Al gener de 2022 es va anunciar que Micaela Riera havia estat triada per a interpretar a la cantant Fabiana Cantilo.
Al febrer d'aquest any, es va confirmar que Iván Hochman i Gaspar Offenhenden havien estat triats per a personificar a Fito Páez en la seva joventut i infantesa, respectivament. EA l'abril de 2022 es va anunciar que Andy Chango i Julián Kartun també formarien part de l'elenc de la sèrie. Al juliol d'aquest any, Jean Pierre Noher es va unir a la sèrie en el paper de André Midani, un productor de música brasiler.
El càsting va ser realitzat per Castingclub. La direcció va estar a càrrec de Juan Risso i Carolina Milli. Pel càsting van passar un total de 5000 persones per a cobrir la totalitat de l'elenc.

## Premis i nominacions
| Llista de premis i nominacions | Llista de premis i nominacions  | Llista de premis i nominacions                 | Llista de premis i nominacions                                                     | Llista de premis i nominacions | Llista de premis i nominacions | Llista de premis i nominacions |
| Any                            | Organització                    | Categoria                                      | Nominat/a (s)                                                                      | Resultat                       | Ref(s)                         |                                |
| ------------------------------ | ------------------------------- | ---------------------------------------------- | ---------------------------------------------------------------------------------- | ------------------------------ | ------------------------------ | ------------------------------ |
| 2023                           | Premis Rolling Stone en Español | Sèrie de l'any                                 | El amor después del amor                                                           | Pendent                        | [ 15 ]                         |                                |
| 2023                           | Produ Awards                    | Millor sèrie biogràfica                        | El amor después del amor                                                           | Pendent                        | [ 16 ]                         |                                |
| 2023                           | Produ Awards                    | Millor apertura                                | El amor después del amor                                                           | Pendent                        | [ 16 ]                         |                                |
| 2023                           | Produ Awards                    | Millor actor principal de sèrie biogràfica     | Gaspar Offenhenden                                                                 | Pendent                        | [ 16 ]                         |                                |
| 2023                           | Produ Awards                    | Millor actor principal de sèrie biogràfica     | Iván Hochman                                                                       | Pendent                        | [ 16 ]                         |                                |
| 2023                           | Produ Awards                    | Millor actriu revelació                        | Micaela Riera                                                                      | Pendent                        | [ 16 ]                         |                                |
| 2023                           | Produ Awards                    | Millor actor revelació                         | Andy Chango                                                                        | Pendent                        | [ 16 ]                         |                                |
| 2023                           | Produ Awards                    | Millor actor revelació                         | Gaspar Offenhenden                                                                 | Pendent                        | [ 16 ]                         |                                |
| 2023                           | Produ Awards                    | Millor actor revelació                         | Iván Hochman                                                                       | Pendent                        | [ 16 ]                         |                                |
| 2023                           | Produ Awards                    | Millor showrunner - Drama                      | Juan Pablo Kolodziej                                                               | Pendent                        | [ 16 ]                         |                                |
| 2023                           | Produ Awards                    | Millor productor de ficció - Sèrie i minisèrie | Mariano Chihade i Juan Pablo Kolodziej                                             | Pendent                        | [ 16 ]                         |                                |
| 2023                           | Produ Awards                    | Millor direcció de fotografía                  | Diego Guijarro                                                                     | Pendent                        | [ 16 ]                         |                                |
| 2023                           | Produ Awards                    | Millor recreació d’època                       | Magdalena Peralta i Ana María Casariego                                            | Pendent                        | [ 16 ]                         |                                |
| 2023                           | Premis Cóndor de Plata          | Millor minisèrie o unitari                     | El amor después del amor                                                           | Guanyador                      | [ 17 ] [ 18 ]                  |                                |
| 2023                           | Premis Cóndor de Plata          | Millor direcció                                | Felipe Gómez Aparicio i Gonzalo Tobal                                              | Nominat                        | [ 17 ] [ 18 ]                  |                                |
| 2023                           | Premis Cóndor de Plata          | Millor actor protagonista en drama             | Iván Hochman                                                                       | Nominat                        | [ 17 ] [ 18 ]                  |                                |
| 2023                           | Premis Cóndor de Plata          | Millor actriu protagonista en drama            | Micaela Riera                                                                      | Nominat                        | [ 17 ] [ 18 ]                  |                                |
| 2023                           | Premis Cóndor de Plata          | Millor actor de repartiment en drama           | Martín Campilongo                                                                  | Nominat                        | [ 17 ] [ 18 ]                  |                                |
| 2023                           | Premis Cóndor de Plata          | Millor actor de repartiment en drama           | Andy Chango                                                                        | Nominat                        | [ 17 ] [ 18 ]                  |                                |
| 2023                           | Premis Cóndor de Plata          | Revelació masculina                            | Andy Chango                                                                        | Guanyador                      | [ 17 ] [ 18 ]                  |                                |
| 2023                           | Premis Cóndor de Plata          | Revelació masculina                            | Iván Hochman                                                                       | Nominat                        | [ 17 ] [ 18 ]                  |                                |
| 2023                           | Premis Cóndor de Plata          | Revelació femenina                             | Daryna Butryk                                                                      | Nominat                        | [ 17 ] [ 18 ]                  |                                |
| 2023                           | Premis Cóndor de Plata          | Revelació femenina                             | Micaela Riera                                                                      | Guanyador                      | [ 17 ] [ 18 ]                  |                                |
| 2023                           | Premis Cóndor de Plata          | Millor guió adaptat                            | Francisco Varone, Lucila Podestá i Diego Fío                                       | Nominat                        | [ 17 ] [ 18 ]                  |                                |
| 2023                           | Premis Cóndor de Plata          | Millor direcció de fotografia                  | Diego Guijarro                                                                     | Guanyador                      | [ 17 ] [ 18 ]                  |                                |
| 2023                           | Premis Cóndor de Plata          | Millor muntatge                                | Alejandro Carrillo Penovi, Geraldina Rodríguez, Nicolás Toler i Andrea Kleinmanpor | Guanyador                      | [ 17 ] [ 18 ]                  |                                |
| 2023                           | Premis Cóndor de Plata          | Millor direcció d’art                          | Magdalena Peralta Antivero i Chopy Casariego                                       | Nominat                        | [ 17 ] [ 18 ]                  |                                |
| 2023                           | Premis Cóndor de Plata          | Millor disseny de vestuari                     | Lucía Beruti i Delfina de Forteza                                                  | Guanyador                      | [ 17 ] [ 18 ]                  |                                |
| 2023                           | Premis Cóndor de Plata          | Millor música original                         | Alan Senderowitsch i Ezequiel Silberstein                                          | Guanyador                      | [ 17 ] [ 18 ]                  |                                |
| 2023                           | Premis Cóndor de Plata          | Millor maquillatge i perruqueria               | Oscar Mulet i Jorge Palacios                                                       | Guanyador                      | [ 17 ] [ 18 ]                  |                                |
| 2023                           | Premis Cóndor de Plata          | Millor disseny de so                           | Manuel de Andrés i Martín Litmanovich                                              | Guanyador                      | [ 17 ] [ 18 ]                  |                                |
| 2023                           | Premis Cóndor de Plata          | Millor direcció de càsting                     | Juan Risso y Carolina Milli                                                        | Guanyador                      | [ 17 ] [ 18 ]                  |                                |
| 2023                           | Premis Cóndor de Plata          | Premi del públic BA audiovisual                | El amor después del amor                                                           | Nominat                        | [ 17 ] [ 18 ]                  |                                |